# نوئمی مرلان
نوئمی مرلان (به فرانسوی: Noémie Merlant) (زاده ۶ آذر ۱۳۶۷ در پاریس) بازیگر فرانسوی که با بازی در یتیم یک دست اثر ژک ریچارد خود را مطرح کرد.

## زندگی‌نامه
نوئمی مرلان در پاریس زاده شد اما همه نوجوانیش را در روزه شهری در لوآر-آتلانتیک گذراند. از کودکی به تمرین آواز پرداخت. سپس از ۶ تا ۱۰ سالگی رقص مدرن و پس از آن رقص کلاسیک را فرا گرفت و در این رشته فارغ‌التحصیل شد. در سال ۲۰۰۶ به پاریس رفت و در صنعت مد به عنوان مانکن شروع به فعالیت کرد. او شانس همکاری با طراحان بزرگی در پاریس، نیویورک، میلان، توکیو و هامبورگ را داشت در این سفرها تلاش کرد که دانشش را در زبان انگلیسی افزایش دهد. پس از آن با شرکت در آزمون ورودی کور فلوران موفق شد به این مدرسه راه یابد و از سال ۲۰۰۷ تا ۲۰۱۱ در رشته بازیگری تحصیل کند.
زندگی نوئمی از سال ۲۰۰۸ و با بازی در فیلم مرگ عشق وارد مرحله جدیدی شد.. پس از آن در اجازه نیمه شب اثر دلفی گلز نقش ماتیلد را بازی کرد. او به جز بازی در چند فیلم کوتاه، در ویدیو کلیپ زیبای می اثر استانیسلاس رنو بازی کرد.
ژک ریچارد در سال ۲۰۰۹ او را کشف کرد و نقش اصلی فیلم یتیم یک دست را به او داد .
در سال ۲۰۱۱ برای اولین بار وارد تلویزیون شد و در دو سریال پلیسی نقش آفرید؛ کمیسر لسکو و تحقیقات محرمانه. به جز این او در سال ۲۰۱۱ و ۲۰۱۲ در تئاتر هم فعال بود
هیئت انتخاب جشنواره سزار در ۱۹نوامبر ۲۰۱۲ لیستی سی دو نفره از بازیگران جوان آینده‌دار منتشر کرد که برای رقابت در جشنواره سزار ۲۰۱۳ معرفی شدند نوئمی نیز برای بازی در فیلم یتیم یک دست انتخاب شد. جشن جایزه سزار روز ۱۴ ژانویه از سالن جواهرات شومه در میدان وندوم آغاز شد و در ادامه به هتل موریس رفت.. ماری-کریستین موروسی می‌نویسد:«او خیلی زیبا بود، لوران لافیت نیز با او همراه شد و می‌درخشید». در همین لحظه کلیپی از دومنیک ایسرمن پخش می‌شد که تصاویری از بازیگران جوان آینده دار را نشان می‌داد. فیلم یتیم یک دست در چهارصد سالن سینما پخش شد..
سال ۲۰۱۳ سال پرباری برای نوئمی بود و او سینما و تلویزیون فعال بود. او در چندین اثر نقش‌آفرینی کرد: بهشت اثر مکس ماکوسکی، فردا که می‌خوانم، نیکولا کاسترو، خامه روی خامه اثر کیم شاپرون، پشت به دیوار اثر دیده دلاتر و پییر-یو توزو، وارثان، مری کستل. که آخرین فیلم یکی از مهمترین فیلم‌های سینمای فرانسه بود و در جدول فروش فیلم جایگاه ششم را با ۱۲۷۳۵۲ نفر بیننده در هفته اول اکران از آن خود کرد . او همچینین برای حضور در فیلم کوتاهی زیر عنوان «نکات قابل توجه زندگی یک بازیگر» انتخاب شد تا به همراه ۲۰ بازیگر دیگر از زندگی‌اش بگوید و در بخش ستارگان جشنواره کن پخش شود. و در نهایت برای بازی در بخشی از کلیپ گروه بی‌بی برونس انتخاب شد که در آلبوم نامه طولانی منتشر شد.

## تحصیلات
- ۲۰۰۷ تا ۲۰۱۱: کور فلوران

## فیلم‌شناسی

### سینما
| Year | Title                                     | Role             | Notes                                                                                                |
| ---- | ----------------------------------------- | ---------------- | --- |
| ۲۰۰۸ | مرگ به خاطر عشق                           |                  | Uncredited                                                                                           |
| ۲۰۱۱ | La Permission de minuit                   | Mathilde         | |
| ۲۰۱۱ | L'Orpheline avec en plus un bras en moins | Éléonore         | |
| ۲۰۱۴ | La Crème de la crème                      | The redhead      | |
| ۲۰۱۴ | Des lendemains qui chantent               | Sveltana         | |
| ۲۰۱۴ | Once in a Lifetime                        | Mélanie          | |
| ۲۰۱۵ | لحظه‌ای جنون                               | Linda            | |
| ۲۰۱۵ | Newcomer                                  | Anja             | |
| ۲۰۱۶ | Dieumerci!                                | Audrey           | |
| ۲۰۱۶ | The Brother                               | Claire           | |
| ۲۰۱۶ | Twisting Fate                             | Claire           | |
| ۲۰۱۶ | Heaven Will Wait                          | Sonia Bouzaria   | Nominated—César Award for Most Promising Actress Nominated—Lumières Award for Most Promising Actress |
| ۲۰۱۷ | غوطه‌ور                                    | The young artist | |
| ۲۰۱۸ | بازگشت قهرمان                             | Pauline          | |
| ۲۰۱۸ | All About Mothers                         | Coco             | |
| ۲۰۱۸ | Paper Flags                               | Charlie          | |
| ۲۰۱۹ | شگرفه‌ها                                   | Marie de Régnier | |
| ۲۰۱۹ | پرتره بانویی در آتش                       | ماریان           | Lumières Award for Best ActressNominated - César Award for Best Actress                              |
| ۲۰۱۹ | République                                | Nora             | Interactive film                                                                                     |
| ۲۰۲۰ | Jumbo                                     | Jeanne           | |
| ۲۰۲۰ | یک مرد خوب                                | Benjamin         | |
| ۲۰۲۱ | Mi iubita, mon amour                      | Jeanne           | Also director and writer                                                                             |
| ۲۰۲۱ | Paris, 13th District                      | Nora Ligier      | |
| ۲۰۲۲ | One Year, One Night                       | Céline           | Nominated – Gaudí Award for Best Actress                                                             |
| ۲۰۲۲ | The Innocent                              | Clemence         | César Award for Best Supporting Actress                                                              |
| ۲۰۲۲ | تار                                       | Francesca        | |
| ۲۰۲۲ | Baby Ruby                                 | Jo               | |